# 南赵郡
南赵郡，中国南北朝时设置的郡。
北魏魏孝文帝太和十一年（487年）置南钜鹿郡，属定州。太和十八年（494年），南钜鹿郡属相州，后改为南赵郡，治所在平乡县（今河北平乡县西南）。孝昌二年（526年）兼置殷州。东魏沿置，领六县：平乡、南乐、钜鹿、柏人、广阿、中丘，32046户，150113口。辖境相当今河北内丘县、任县、平乡县、巨鹿县、隆尧县等地。北齐天保二年（551年）改为赵州，天保七年（556年）废赵州。北周时治所在广阿县（今河北隆尧县东），下辖广阿、平乡、南栾、柏人四县。隋文帝开皇三年（583年）废除，广阿入赵州，平乡、南栾、柏人入邢州。